# دانييلا جاس
دانييلا جاس (بالألمانية: Daniela Gaß)‏ هي دراجة ألمانية، ولدت في 5 نوفمبر 1980 في هاسلوخ في ألمانيا.

## وصلات خارجية
- دانييلا جاس على موقع الاتحاد الدولي للدراجات (الإنجليزية)
- دانييلا جاس على موقع أرشيف الدراجات (الإنجليزية)
- دانييلا جاس على موقع إحصائيات الدراجات الإحترافية (الإنجليزية)
- دانييلا جاس على موقع نسبة الدراجات (الإنجليزية)